# Stanisław Chrząstowski (zm. 1658)
Stanisław Chrząstowski herbu Zadora (zm. 1658) – podsędek krakowski w latach 1645–1658, działacz kalwiński, przywódca ewangelików małopolskich.
Poseł na sejmy ekstraordynaryjne 1635, 1637, 1642 roku z sejmiku proszowickiego. Poseł na sejm 1639 roku, sejm 1640 roku, sejm 1642 roku, sejm 1643 roku, sejm 1646 roku, sejm 1647 roku.
Wyznaczony komisarzem do rady wojennej w 1648 roku. Był członkiem konfederacji generalnej zawiązanej 31 lipca 1648 roku. W 1648 roku był elektorem Jana II Kazimierza Wazy z województwa krakowskiego oraz księstw oświęcimskiego i zatorskiego. Poseł sejmiku proszowickiego na sejm koronacyjny 1649 roku, sejmy 1649/1650, 1650, 1652 (I), 1652 (II), 1653, 1654 (I), 1654 (II), 1655, 1658 roku.
Był działaczem kalwińskim, przywódcą ewangelików małopolskich, na 20 sejmach rzecznikiem praw ewangelicko-reformowanej Jednoty Małopolskiej. Działał jako zwolennik ścisłej współpracy z braćmi polskimi.
W 1648 został fundatorem kościoła i szkoły w Szczepanowicach, które stały się głównym ośrodkiem protestantyzmu w Małopolsce w XVII wieku.